# Ligita Žukauskaitė
Ligita Žukauskaitė (* 1977) ist eine litauische Badmintonspielerin. 

## Karriere
Ligita Žukauskaitė gewann 1993 und 1994 drei Juniorentitel in Litauen. 2001 siegte sie erstmals bei den Erwachsenen. Weitere Titelgewinne folgten 2006 und 2009.

## Sportliche Erfolge
| Saison | Veranstaltung                    | Disziplin   | Platz | Name                                      |
| ------ | -------------------------------- | ----------- | ----- | ----------------------------------------- |
| 1993   | Litauen: Juniorenmeisterschaften | Mixed       | 1     | Povilas Jankus / Ligita Žukauskaitė       |
| 1993   | Litauen: Juniorenmeisterschaften | Dameneinzel | 1     | Ligita Žukauskaitė                        |
| 1994   | Litauen: Juniorenmeisterschaften | Mixed       | 1     | Dainius Lukošius / Ligita Žukauskaitė     |
| 2001   | Litauen: Einzelmeisterschaften   | Mixed       | 1     | Aivaras Kvedarauskas / Ligita Žukauskaitė |
| 2006   | Litauen: Einzelmeisterschaften   | Damendoppel | 1     | Akvilė Stapušaitytė / Ligita Žukauskaitė  |
| 2009   | Litauen: Einzelmeisterschaften   | Damendoppel | 1     | Akvilė Stapušaitytė / Ligita Žukauskaitė  |